# Gumelar (Wadaslintang)
Gumelar is een bestuurslaag in het regentschap Wonosobo van de provincie Midden-Java, Indonesië. Gumelar telt 2750 inwoners (volkstelling 2010).